# Kontrola czynszów
Kontrola czynszów (regulacja czynszów) – prawne i polityczne regulacje rynku mieszkaniowego, które mają na celu obniżanie cen wynajmu. Mogą przyjmować formę bezpośredniego wyznaczania cen urzędowych (cen maksymalnych), oraz pośrednich metod stabilizacji cen; mogą mieć ponadto różny zakres obowiązywania, np. tylko wobec konkretnej kategorii budynków bądź najemców. Z reguły funkcjonują w bliskiej zależności z regulacjami dot. własności lokali, w szczególności ograniczeniami prawa do eksmisji.
W ocenie raportu Banku Światowego z 1990 r., większość krajów świata stosowało lub stosuje jakąś postać regulacji czynszów – co może wiązać się z polityczną atrakcyjnością tego rozwiązania, jako że nie zwiększa ono znacząco wydatków budżetowych państwa.
W przeglądach literatury ekonomicznej oraz w badaniach stanowisk w tej nauce kontrola czynszów jest jednak z reguły oceniana negatywnie. Przegląd z 2009 r. konkluduje, że w tym obszarze „profesja ekonomiczna osiągnęła rzadki konsensus: kontrola czynszów tworzy więcej problemów, niż ich rozwiązuje”.

## Aktualne prawo

### Polska
W Polsce zasady ustalania i zmian wysokości czynszu reguluje Ustawa z dnia 21 czerwca 2001 r. o ochronie praw lokatorów (…) z późniejszymi zmianami. Zgodnie z tym prawem, poza wymienionymi w ustawie wyjątkami, czynsz nie może przekraczać w skali roku 3% wartości odtworzeniowej lokalu, zdefiniowanej w tym przypadku jako iloczyn jego powierzchni oraz ustalonego przez lokalny samorząd wskaźnika odtworzeniowego. Przykładowo, dla mieszkań w Warszawie między listopadem 2018 a marcem 2019 wskaźnik wynosi 6302,40 zł, a zatem średni miesięczny czynsz lokalu mieszkaniowego o powierzchni 100 m² nie może przekroczyć ok. 1575 zł (nie uwzględnia to opłat rachunkowych).
Podwyżki czynszu nie mogą odbywać się częściej niż raz na 6 miesięcy, i muszą wiązać się z wypowiedzeniem – z minimalnym terminem wypowiedzenia 2 miesięcy – dotychczasowej umowy, i podpisaniem nowej.

### Niemcy
Regulację najmu i dzierżawy w Niemczech ustala powszechny Kodeks Cywilny, od §§ 535 do §§ 580a. Zasady podnoszenia czynszu podlegają mechanizmowi „lustra czynszowego” (Mietspiegel), według którego ceny najmu są generalnie ograniczone przez lokalne stawki referencyjne, i nie mogą rosnąć częściej i wyżej, niż podaje prawo. Eksmisje najemców wymagają decyzji sądowej, a umowy zawierane są domyślnie na okres bezterminowy.

### Stany Zjednoczone
Regulacja czynszów leży w USA w gestii poszczególnych stanów. Na 2018 r., cztery stany (Kalifornia, Nowy Jork, New Jersey i Maryland), oraz Dystrykt Kolumbia, stosują jakąś formę regulacji najmu mieszkań. Przykładowo, według niektórych oszacowań, liczba mieszkań objętych kontrolą czynszów w 2011 r. w mieście Nowy Jork wynosiła ok. 45%, a w San Francisco na 2014 r. ok. 75%.

## Efekty ekonomiczne

W prostym modelu podaży i popytu w obecności wiążącej ceny maksymalnej, popyt utrzymuje się powyżej, a podaż poniżej równowagi rynkowej – ma miejsce niedobór rynkowy.

Historycznie, już wcześni ekonomiści tacy jak Adam Smith czy David Ricardo sugerowali, że właściciele ziemi i nieruchomości mogą czerpać z nich niezasłużone, nadmiarowe renty ekonomiczne. Sugestie te były ważną inspiracją także dla rozwoju laborystycznej teorii wartości w ujęciu Karla Marxa. Walka z tym problemem przy pomocy cen urzędowych (takich jak czynsz maksymalny) lub funkcjonalnie podobnych narzędzi jest jednak w świetle wiedzy ekonomicznej uznawana generalnie za szkodliwą – prowadzi do niedoborów rynkowych, zahamowania budowy nowych mieszkań, zaniedbania istniejących nieruchomości i zablokowania mobilności najemców, którym udało się zdobyć tanie mieszkanie. Bezpośredni beneficjenci regulacji najmu stanowią małą grupę w porównaniu z osobami wykluczonymi wskutek niedoboru z konkretnego rynku. 
Ok. 1995 r. (ze względu na debatę dotyczącą innego rodzaju ceny urzędowej – płacy minimalnej – której efekty są oceniane bardziej niejednoznacznie) ekonomista R. Arnott zaproponował rewizję dyskusji o skuteczności regulacji czynszów. Według niego, o ile „twarde” pułapy czynszowe są bezdyskusyjnie szkodliwe, bardziej elastyczne rozwiązania polityczne mogą okazać się w ogólnym bilansie pozytywne. Późniejsze publikacje nie potwierdziły dotąd tej intuicji.
Badania empiryczne sugerują, że regiony w większym stopniu stosujące kontrolę czynszów nie cechują się większą dostępnością tanich mieszkań, a w wielu przypadkach dostępność ta jest znacznie niższa. Polityka ta przez zmniejszenie mobilności prowadzi do narastającego niedopasowania najemców do konkretnych mieszkań – zaniechują oni skądinąd korzystnych przeprowadzek przy zmianach pracy, sytuacji rodzinnej lub osiągnięciu emerytury, aby nie tracić przywileju taniego najmu. Może także zwiększać eksurbanizację i segregację miast. Mieszkania objęte kontrolą czynszów mogą być w większym stopniu zaniedbywane przez właścicieli lub konwertowane na luksusowe apartamenty w celu uniknięcia kosztów regulacji.
W randomizowanym badaniu opinii 464 ekonomistów amerykańskich z 1992 r. 93% respondentów zgodziło się lub zgodziło z zastrzeżeniami, że „pułapy czynszowe obniżają dostępność i jakość mieszkań” – co było największą zgodnością odpowiedzi wśród wszystkich pytań. Według przeglądu literatury z 2009 r. „profesja ekonomiczna osiągnęła rzadki konsensus: kontrola czynszów tworzy więcej problemów, niż ich rozwiązuje”.
W tekście opinii z 2000 r. dla The New York Times, Paul Krugman stwierdził, że „analiza kontroli czynszów jest jednym z najlepiej zrozumianych i najmniej kontrowersyjnych zagadnień w całej ekonomii”, a rezultatami takiej polityki są „niebotyczne czynsze mieszkań nieobjętych regulacją, gorzkie konflikty najemców z posiadaczami czy wyścig zbrojeń wokół koszmarnych sposobów na eksmisje.” Socjaldemokratyczny ekonomista szwedzki Assar Lindbeck miał w 1972 r. wyrazić przekonanie, że „w wielu przypadkach kontrola czynszów wydaje się najskuteczniejszym znanym obecnie sposobem na zniszczenie miasta – z wyjątkiem bombardowania”.
Ekonomia głównego nurtu widzi skuteczniejsze rozwiązania problemu niestabilności sytuacji mieszkaniowej i nadmiarowych rent w takich narzędziach jak celowe subsydia, ubezpieczenia społeczne oraz podatek od wartości gruntu. Spośród innych perspektyw pierwszym postulatem Manifestu Komunistycznego była nacjonalizacja gruntów i także opodatkowanie rent ekonomicznych z ziemi.